# Allsvenskan de 1942–43
A Primeira Divisão do Campeonato Sueco de Futebol da temporada 1942–43, denominada oficialmente de Allsvenskan 1942-43, foi a 19.º edição da principal divisão do futebol sueco. O campeão foi o Norrköping que conquistou seu 1º título na história da competição.

## Premiação
| Allsvenskan de 1942–43          |
| Sweden                          |
| ------------------------------- |
| NORRKÖPING Campeão (1.º título) |